# Lóverseny (Magyarország)

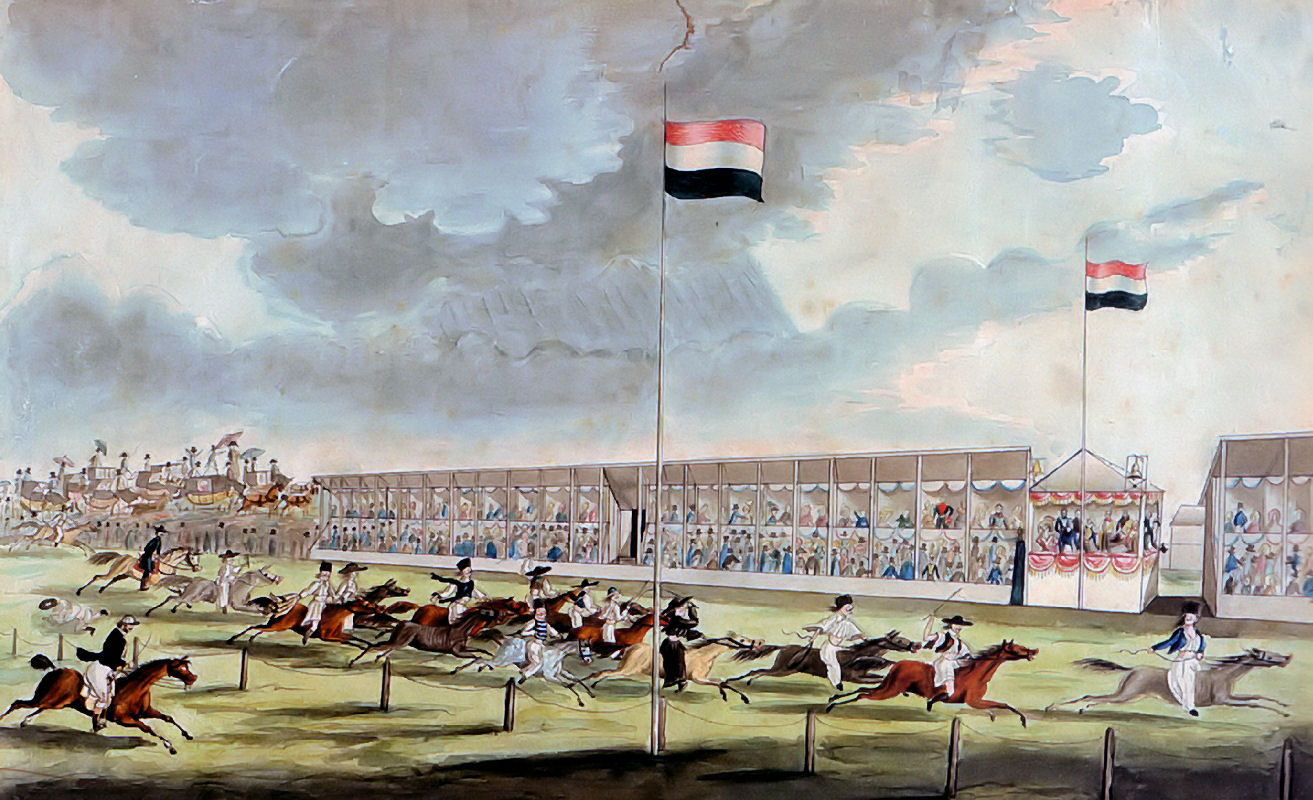
Az első pesti lófuttatás 1827-ben (Johann Erdmann Gottlieb Prestel színezett litográfiája)

A lóversenyzés hagyományát Magyarországon Széchenyi István honosította meg. Célja kezdetben az egyszerű falusi emberek lovainak a templom körüli vagy a főtéren történő futtatása volt, ahol általában csak két lovat futtattak, hogy összehasonlítsák őket. Az idő tájt erkölcsi győzelemnek számított, ha valakinek gyorsabb lovai voltak, illetve a győztes ló tulajdonosa később nagy árért tudott megválni lovától. Élelmes futtatók, főleg kisbirtokosok később külön arra tenyésztettek lovakat, hogy az ilyen versenyeket megnyerjék, majd drágán eladják azokat, amivel azonban a parasztok egyik bevételi forrását szüntették meg. A lóversenyzést Széchenyi angol mintára hozta be Magyarországra.
1827-ben jött létre a   Pályafutási Társaság, amely később 1830. június 11-én az Állattenyésztő Társaság nevet vette fel. 1827. június 6-án 25 ezer néző előtt a Babieka nevű angol telivér - amelyet Széchenyi István nevelt - győzött az első lófuttatáson. 1878-ban kezdték építeni a budapesti lóversenypályát, a főtribünt Feszty Adolf építész tervezte. 1828-ban jelent meg Széchenyinek a maga korában úttörőnek számító munkája Lovakrul címmel, amellyel egy lótenyésztő egyesület megalapítását akarta előmozdítani.

## Kezdetei Magyarországon

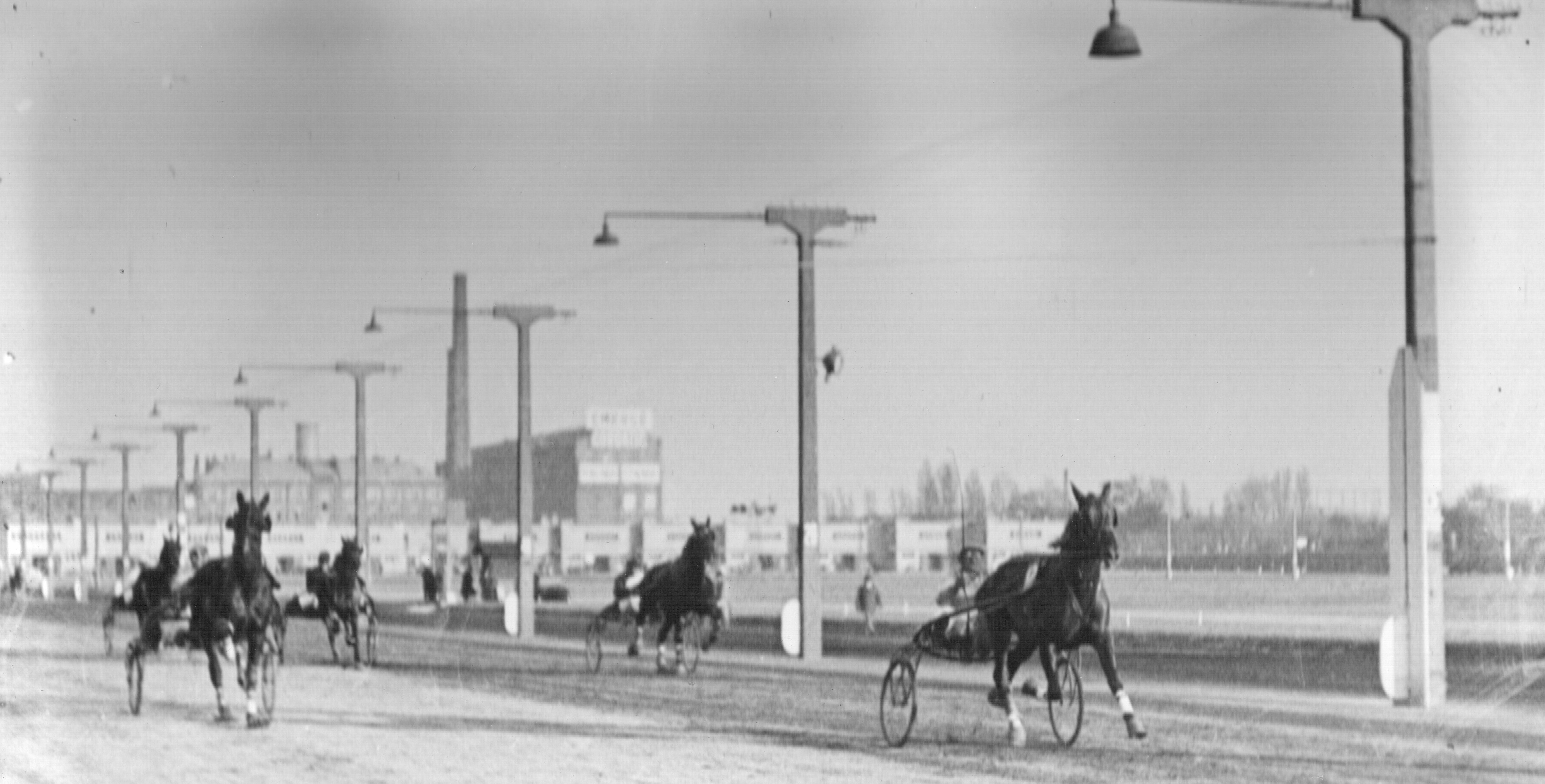
Ügető verseny, a Levendula díj győztese, Budapest 1939. október 21.

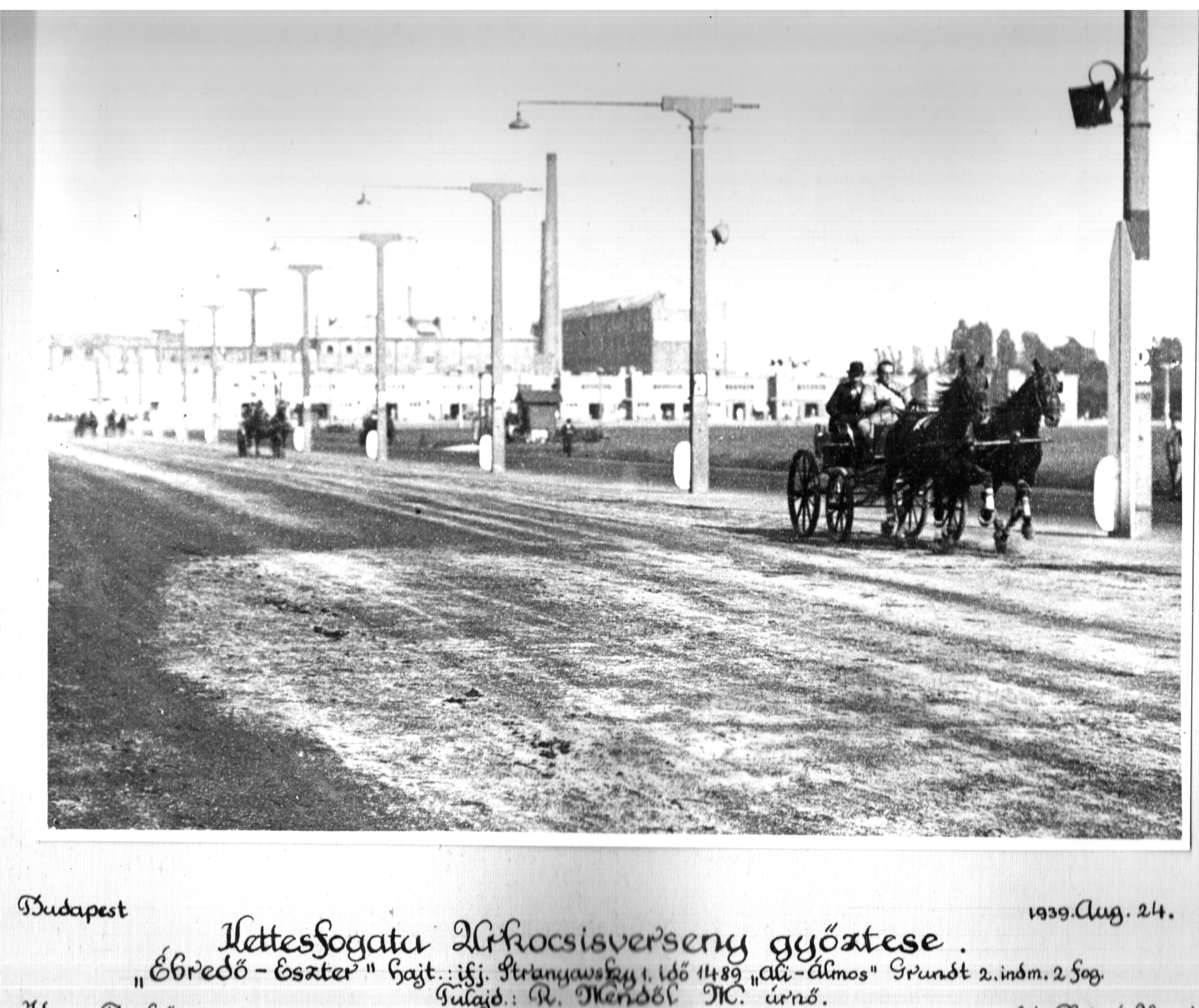
Kettesfogatú bérkocsiverseny győztese, Budapest, 1939. augusztus 24.

Az első pesti lóversenyt 1827. június 6-án, egy négynapos versenysorozat keretében rendezték.
- Az első nap
  - Az első futam az "Elegyes futtatás" volt, amelyben a ménesgazdák magyar és osztrák nevelésű lova elindulhatott. Tizenegy ló versenyét a Széchenyi István nevelte Babieka nyerte, a tulajdonos Károlyi György gróf volt.
  - A második futamban a nem méntulajdonos gazdák lovai indultak. A krónikák csak a győztes ló tulajdonosok (Bánó László, Záborszky László és Obernyák István) neveit jegyezték meg.
  - A harmadik szám a nyeretlenek versenye volt. Harmincegy induló közül Suhajda György, Peles György és Bádeczky Mihály lovai végeztek az élen.
- A második nap
  - A Nagy díjak napja volt. A versenyben nem telivér lovak indulhattak. A győztes ló neve: Al Borak, a tulajdonos: Széchenyi István. A második helyen Eszterházy József, Szultán nevű lova végzett.
- Harmadik nap
  - A telivérek versenye Festetics László száz-aranyas díjáért folyt. Az első-három helyezett ló és tulajdonosának neve: Jónás - Von Brennenberg; Prodigious - Széchenyi István; Henderskelf - Von Lichtenstein.
- A negyedik napon a kisbirtokos gazdák lovai is indulhattak.

## Típusai

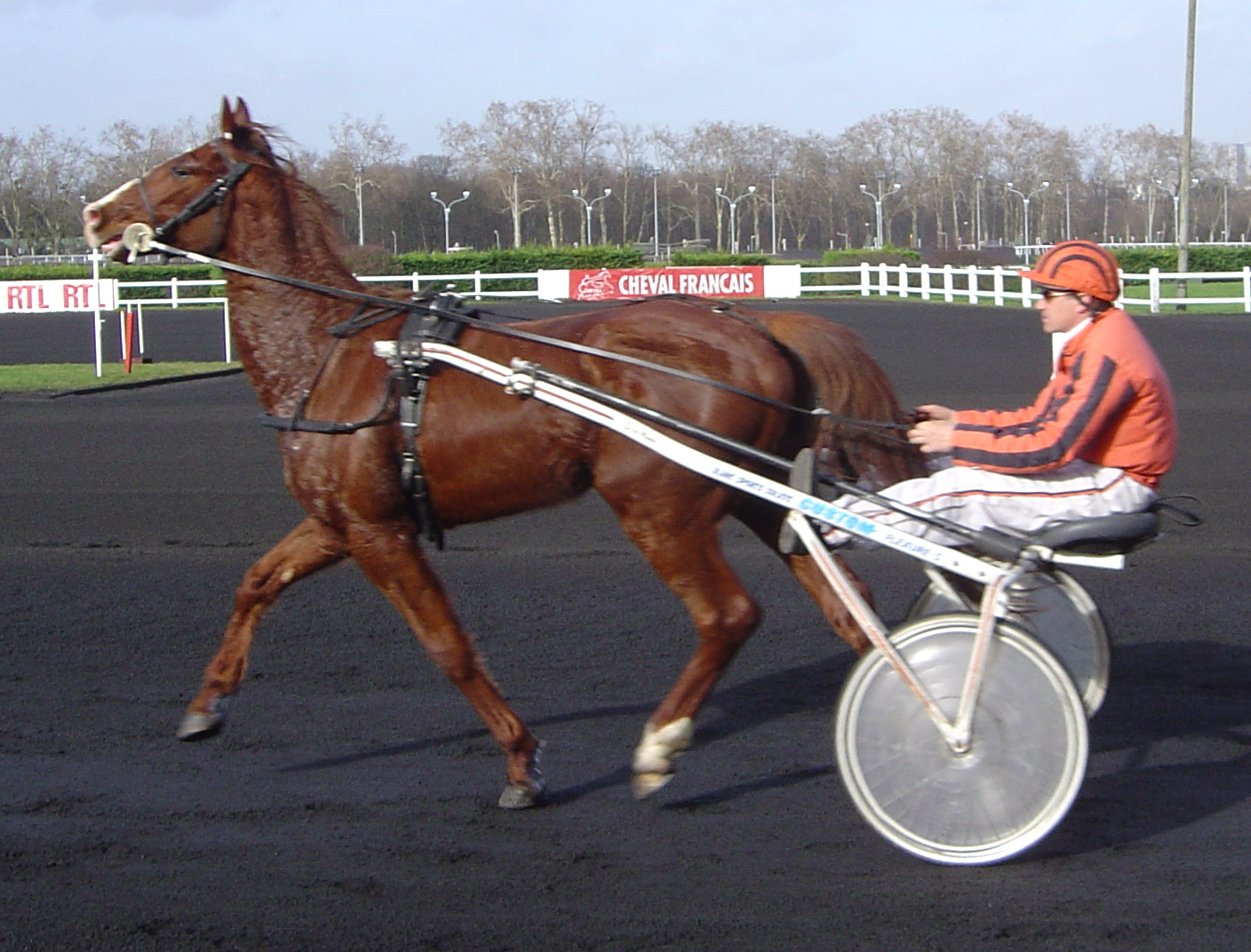
Könnyű, kétkerekű ügető kocsi (hivatalos neve a sulky)

Magyarországon a lóversenyzésnek két ága van: a galopp és az ügető. Ezeket összefoglaló néven lósportnak is nevezik. A többi lovakkal kapcsolatos sportot (díjugratás, díjlovaglás, military stb.) lovassportoknak nevezzük.

### Az ügető

#### Ügető lófajták keveredése Magyarországon

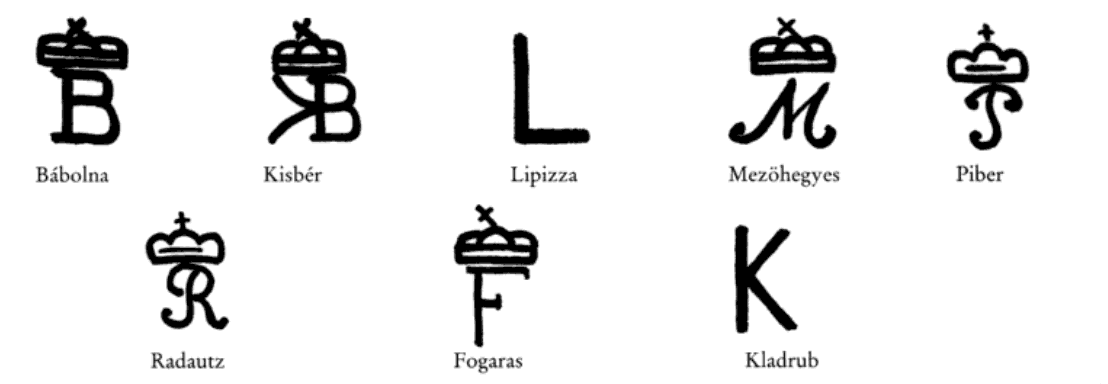
Az Osztrák–Magyar Monarchia területén létezett lótenyésztő ménesbirtokok billogjai, lóbélyegei.

Az ügetőlovaknak több fajtájuk is van/volt. Ezek a következők: norman, amerikai, francia, Orlov és orosz. A Magyarországon jelenleg honos állomány az úgynevezett jukker fajtából alakult ki, amely az angol telivér, a helyi kancaállomány és néhány más fajtába tartozó ló keresztezésével jött létre. A jukkerekre jellemző volt a kitartás és a bátorság, ám a szépség nem tartozott erényei közé. Ezen javítandó importálták az első amerikai apaméneket 19. század végén. Az első generációból származó amerikai-jukker félvérek már mutattak sebességnövekedést, a második generáció, – melynek vére már 75%-ban amerikai – ezt jóval felülmúlta. Az akkori lótenyésztők nagy többsége, főleg az angol telivér tenyésztők, az amerikai ügetőt degenerált és torz fajtának, az ügető jármódot pedig egyenesen természetellenesnek kiáltották ki. Ebből a kátyúból a fajta nehezen, de kimászott. Tovább zajlott a lovak importja, főleg amerikait, de Orlov-ot és kevés franciát is hoztak. Az első világháború idejére már annyira fellendült a lótenyésztés, hogy egy magyar ló, méghozzá egy kanca, Indiana tartotta az Európa-rekordot, több mint tíz évig. Később jött Baka, aki szintén Európa- és sokáig magyar-rekordot tartott. A második világháború vérzivatara elpusztította az állomány 90%-át, és ilyen kis mennyiséggel már nem lehetett normális tenyésztést fenntartani. Ekkor született a döntés egy nagy importról: Dániából mennyiségi, Amerikából minőségi állományt kell hozni. A mai magyar ügetőlovak 50%-a az akkor behozott lovaktól származik. Az importot Bródy János bonyolította 1947-ben. 1949-ben Franciaországból is hoztak vagy egy tucatnyi fiatal és néhány öregebb, klasszis lovat. Ezek közt volt Uli, aki a hatvanas évek nagy sztárjának és minden idők egyik legjobb magyar lovának, Kabalának apja lett. Ilyen módon sikeresen frissítették a lóállományt és a tenyésztés újra felfelé ível.
A következő nagy import a hetvenes években zajlott, amikor is újabb korszakalkotó lovakat hozott a három nagy ménes, Rádiháza, Somogysárd és Mezőhegyes.
Bár az európai és amerikai szintet még nem érte el újra a magyar ügetőló-tenyésztés, a korábbi évekhez képest jelentős javulást mutat.
1990 óta az import szinte megállíthatatlan ütemben folyik tovább, Svédországból, Amerikából, Dániából, Franciaországból, Norvégiából és a környező országokból is hoznak be lovakat, az Orlov és orosz lovak importjáról nem is beszélve. Bár az Orlov-ok importja manapság egy kissé visszaesett, de 1990 előtt fontos része volt a tenyésztésnek.

## Versenyzés

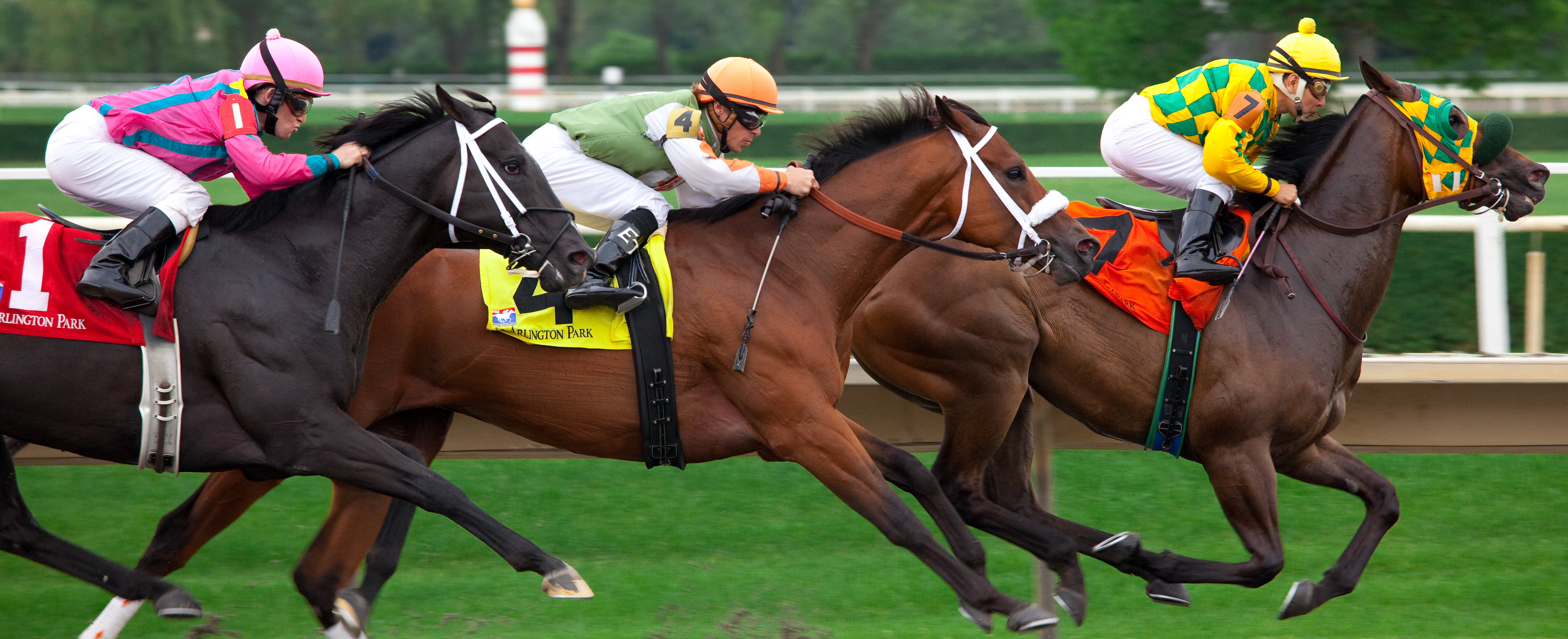
Galoppozó lovak

A lóverseny mindkét ágában (a cél a lehető legnagyobb sebesség elérése, így a győzelem megszerzése, persze az adott ág szabályainak keretén belül.
A mai szabályok szerint az a ló az ügetőverseny nyerője, amelyik a célvonalat először érinti orrával, majd teljes testhosszával érvényes jármódban áthalad azon. Ha ezt két ló egyszerre teszi, akkor holtversenyben nyernek. Holtverseny persze a helyezéseknél is kialakulhat, de nyerő esetén a legfontosabb. A mezőnyök általában 7-14 lóból állnak. Díjversenyekben és a galoppon a lovaknak egy távot kell megtenniük, míg az ügetőn a hendikep versenyekben gyakori a térhátrány a jobb képességű lovaknak.

### Start-típusok az ügetőnél

#### Autóstart
Ilyenkor egy különleges kinyitható szárnyakkal rendelkező autó halad a versenyzők előtt, míg azok fel nem gyorsulnak verseny tempóba és el nem érik a starthelyet. Ekkor az autó felgyorsít és elhúz a mezőnytől. A lovakat kiskoruktól szoktatják az autóhoz, így azok nem riadnak meg tőle. Miután az autó elhagyta a mezőnyt, kiáll a pálya szélére és a mezőny elhaladhat mellette.
Az ilyen indítás sokkal biztonságosabb, mint a fordulóstart. Az autó mögött egymás mellett 9 ló fér el, a nagyobb startszámúak a második sorba kényszerülnek.

#### Fordulóstart
A mezőny fordított sorrendben elindul a pályán visszafelé, majd a kispályára betérve mikor eléri a starthelyet egyszerre az összes ló befordul a nagypályára. Ez a startforma elég megterhelő a lovak lábának, de hendikep rendszerhez szükséges. A Start pillanatában a hangos bemondó csak egy szót mond: „Start!”, ha érvénytelen az indítás, akkor a „Figyelem! A Start érvénytelen, fogatok a helyükre, starthoz, starthoz!” hangzik el. Előfordul, hogy sokan fordulnak egy 20×20 méteres négyzetbe, és egyik vagy másik ló a kispályán reked. Ilyenkor a start érvénytelen.

#### Repülőstart
Az autóstartot helyettesíti esős időben, mikor mély a pálya és az autó nem tud haladni. Ilyenkor a lovak egymás mellé rendeződnek, mintha az autó ott lenne és fokozatosan gyorsulva elérik a starthelyet.

#### Állóstart
Ez a startforma a legritkább, ilyenkor az olyan lovat, mely nem sokadszorra nem hajlandó befordulni a többivel, a startkocka külső és hátsó sarkába rendelik és míg a többi fordul, neki el kell indulni velük együtt. Általában egy ember segít a problémás lovaknak az egyenes irány betartásában.

### Start-típusok a galoppnál
A galoppon leggyakrabban startgépet használnak az indításra. Ez egy több boxból álló szerkezet, aminek elől és hátul is nyitható és csukható az ajtaja. Versenyzésnél az első ajtókat becsukják és a lovakat bevezetik a számukra előzőleg kijelölt startboxába, majd rázárják a hátsó ajtót. Ha már minden ló elfoglalta a helyét, egyszerre kinyílnak az ajtók és elindul a verseny. Többnyire négy perc áll rendelkezésre a lovasoknak starthelyeik elfoglalásra, ha valaki az időkorlátot túllépi, akkor a starter rendelkezhet a ló versenyből való kizárásáról. A lovak beállásánál egy startszemélyzet vesz részt a munkában, aki bevezeti a lovat az indulási helyére. Azoknál a lovaknál, akik nehezebben tűrik a startgépbe való állítást, előfordulhat, hogy egy kapucnit húznak a fejükre és úgy vezetik a helyükre. Ezt a kapucnit a verseny előtt idejében leveszik a ló fejéről, hogy az rendesen a helyére tudjon állni.

## Magyar Galopp Derby
Minden lóverseny futtató, tréner és lovas/hajtó legnagyobb vágya, hogy a legnagyobb tenyészverseny, a derby megnyerésével felírja nevét a halhatatlanok listájára. Távja általában másfél mérföld valamint 3 éves mének és kancák indulhatnak benne, de különböző országokban vagy különböző időkben a táv ettől eltérő is lehet(ett), vagy 4 évesek futották néha.
A derby-nyerők gyakran különös figyelmet kapnak a tenyésztésben, a későbbi versenylovak nagy része tőlük származik. A Derby-győzelmet a Kék-szalag vagy a babérkoszorú elnyeréseként is emlegetik.

## Magyar Ügető Derby
1884-ben alapították Magyarországon a leggyorsabb négyéves mének és kancák, tehát a legjobbak számára. Az első derby-t egy Andal nevű telivér nyerte grf Esterházy Miklós lova volt és Hutschenreiter Károly tréningezte és hajtotta.1884-1885-1886-1887 -1889 ben 5 alkalommal nyerte meg Hutschenreiter Károly az Osztrák Magyar Monarchiában a derbyt. Még két kiváló ló ami a hazai versenyeket uralta Ajándék és Regedal volt. Az összes győztes ló Tatán volt az első Ügető és lóidomító intézet Tata Tóvároson versenyistállókban.1892 és 1905 között, 1909 és 1923 között, 1925-ben és 1945-ben nem futották, főleg politikai okok miatt. A verseny rekordját Naná nevű kanca tartja, kilométerideje 1.15.7, ami egyben korosztályos pályarekord is.
A Magyar Ügető Derby távja -napjainkban- 1900 méter, indítása autóstarttal történik, belföldi 3 éves méneknek és kancáknak.
A versenyben a legjobb 14 ló vehet részt. Indulási jogosultság a nevezéskori középtávra átszámított, illetve hosszútávú legjobb teljesítmény alapján, amennyiben nem ejthető ki. Azonos idő esetén a nyereményjegyzék szerinti több életnyeremény számít. A startszámokat a legjobb időteljesítmények alapján választják.

## Lóversenyek ma Magyarországon

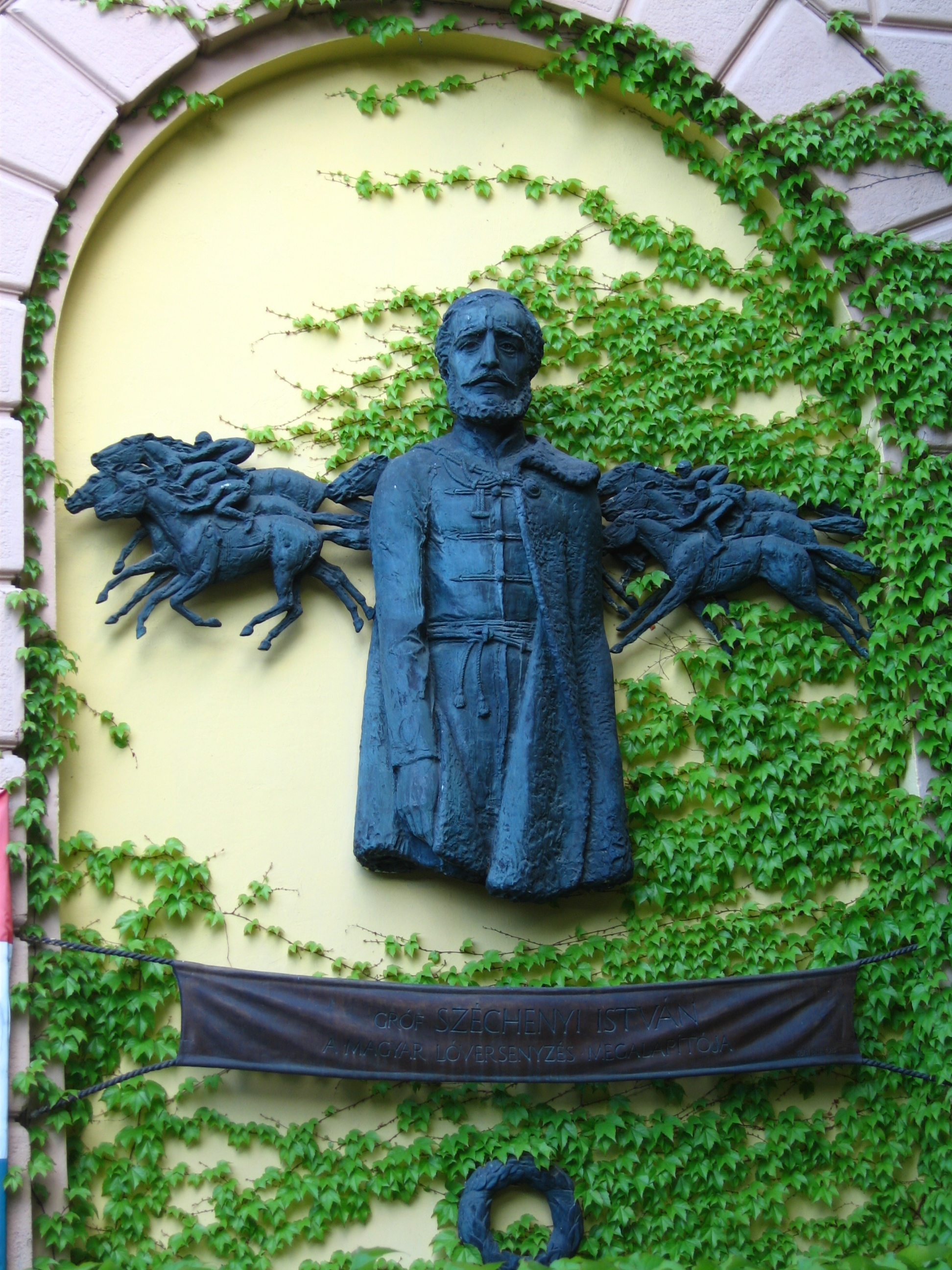
Széchenyi István szobra. Az angol mintájú lóversenyzést Magyarországon gróf Széchenyi István és báró Wesselényi Miklós honosította meg.

A mai magyar lóversenyeket az 1925-ben épített Kincsem Park nevű pályán rendezik. A Kincsem Park egy kombinált pálya. Mindkét szakág itt versenyez 2005-től (az ügető korábban évtizedekig a Kerepesi úton volt).
A futamok különböző összdíjazásúak. Nálunk a derbi a legnagyobb összdíjazású verseny, egyben a legrangosabb is. A galoppon utána következik a Millenniumi Díj (távja 1800 m) valamint a Kincsem-Díj (ez utóbbit a világ legjobb magyar lováról neveztek el, ennek távja 2400 m). Vannak emlékversenyek is, mint például: Kállai Pál emlékverseny (1400 m). Ezt a futamot az egyik legjobb magyar zsokéról nevezték el, aki 2006-ban sajnos elhunyt.
A Kancadíj a legrégebben alapított galopp verseny. Az 1829-ben megrendezett első viadal győztese Manfred, lovasa Dauglas volt.